# Singular
El singular és un nombre gramatical que denota un sol individu. Apareix en les paraules susceptibles de flexió gramatical i el mètode més usual per expressar-ho és mitjançant un morfema. S'oposa a plural, nombre dual, nul i altres nombres. En català les paraules que poden expressar nombre són el nom, l'adjectiu, el determinant, el pronom i el verb. El singular s'expressa amb l'anomenat morfema zero, ja que existeix però no té una expressió fonètica o gràfica pròpia (a diferència del plural, que té la S, per exemple). Aquest morfema zero ha estat postulat per mantenir la regularitat dels paradigmes gramaticals i no és exclusiu del singular.